# Utricularia petersoniae
Utricularia petersoniae — вид рослин із родини пухирникових (Lentibulariaceae). 

## Біоморфологічна характеристика
Квіти сині з білими відмітками.

## Середовище проживання
Ендемік пд.зх. Мексики — Герреро.